# Кубок ФХУ
Кубок Федерації хокею України — перехідний трофей, котрий вручається чемпіону України з хокею, а саме переможцю плей-оф чемпіонату України, починаючи з розіграшу 2009 року.

## Історія
У середині листопада 2008 року відбулася презентація кубку за участі президента ФХУ Анатолія Брезвіна та української співачки Камалії, яка і профінансувала виготовлення трофею. За словами артистки, вона з дитинства захоплюється хокеєм, тож вирішила у такий спосіб допомогти в розвитку даного виду спорту в Україні. На виготовлення коштовного призу знадобився майже рік.
Кубок виготовлено з золота та срібла 999 проби, нікелю, латуні, малахіту, долериту, топаза, фіаніту, гірського кришталю та емалі. Зроблений він в підкреслено хокейному стилі: в центрі чаші з двох сторін зображені хокеїст та голкіпер, котрі обведені орнаментом. Також на кубку блискають срібні зірочки в центрі з дорогоцінним камінням — фіанітами. Ключки, на котрих тримається чаша, вкриті золотим орнаментом, а на основі, зробленій з каменя долериту, на обідку знаходиться напис: "Чемпіону України з хокею". Вага трофею перевищує 30 кілограмів.

## Володарі кубка
| Сезон   | Переможець                 | Фіналіст | Рахунок у серії плей-оф | Рахунок у фінальному матчі | Автор переможного голу |
| ------- | -------------------------- | --- | --- | --- | --- |
| 2008—09 | «Сокіл» Київ               | «Білий Барс» Бровари | 2—0 | 6:1 | Олександр Матвійчук (16:32) |
| 2009—10 | «Сокіл» Київ               | «Беркут» Київ | 2—0 | 3:2 (ОТ) | Микола Ладигін (60:17) |
| 2010—11 | «Донбас» Донецьк           | «Сокіл» Київ | 2—0 | 3:2 | Павло Борисенко (59:17) |
| 2011—12 | «Донбас» Донецьк           | «Сокіл» Київ | 4—2 | 5:0 | Юрій Кокшаров (34:55) |
| 2012—13 | «Донбас» Донецьк           | «Компаньйон-Нафтогаз» Київ | 3—0 | 3:2 (ШК) | Олександр Матерухін (70:00) |
| 2013—14 | «Компаньйон-Нафтогаз» Київ | «Білий Барс» Біла Церква | 3—2 | 2:1 | Віталій Литвиненко (09:30) |
| 2014—15 | «АТЕК» Київ                | ХК «Кременчук» | 2—1 | 4:3 (ОТ) | Євген Кривомаз (77:46) |
| 2015—16 | «Донбас» Донецьк           | ХК «Дженералз» Київ | 4—0 | 3:1 | Олександр Журун (17:57) |
| 2016—17 | «Донбас» Донецьк           | ХК «Кременчук» | 4—2 | 2:1 | Єгор Єгоров (39:17) |
| 2017—18 | «Донбас» Донецьк           | ХК «Кременчук» | 4—1 | 3:0 | Олександр Костіков |
| 2018—19 | «Донбас» Донецьк           | «Дніпро» (Херсон) | 4—1 | 4:1 | Максим Разумов |
| 2019—20 | ХК «Кременчук»             | «Донбас» Донецьк | 4—3 | 3:2 (ОТ) | Ніколай Кісельов |
| 2020—21 | «Донбас» Донецьк           | «Сокіл» Київ | 4—0 | 4:3 (ОТ) | Ніколай Казаковцев |
| 2021—22 | «Сокіл» Київ               | змагання було скасовано через російське вторгнення в Україну. 14 травня 2022 року Рада Федерації хокею України ухвалила рішення згідно з п. 2 ст. 1 Правового регламенту чемпіонату закріпити підсумкові місця в таблиці Української хокейної ліги станом на 24 лютого 2022 року. | змагання було скасовано через російське вторгнення в Україну. 14 травня 2022 року Рада Федерації хокею України ухвалила рішення згідно з п. 2 ст. 1 Правового регламенту чемпіонату закріпити підсумкові місця в таблиці Української хокейної ліги станом на 24 лютого 2022 року. | змагання було скасовано через російське вторгнення в Україну. 14 травня 2022 року Рада Федерації хокею України ухвалила рішення згідно з п. 2 ст. 1 Правового регламенту чемпіонату закріпити підсумкові місця в таблиці Української хокейної ліги станом на 24 лютого 2022 року. | змагання було скасовано через російське вторгнення в Україну. 14 травня 2022 року Рада Федерації хокею України ухвалила рішення згідно з п. 2 ст. 1 Правового регламенту чемпіонату закріпити підсумкові місця в таблиці Української хокейної ліги станом на 24 лютого 2022 року. |
| 2022—23 | «Сокіл» Київ               | ХК «Кременчук» | 3—2 | 1:0 (ОТ) | Сергій Бабинець |
| 2023—24 | «Сокіл» Київ               | ХК «Кременчук» | 4—0 | 3:2 | Володимир Чердак |
| 2024—25 | ХК «Кременчук»             | «Київ Кепіталз» | 4—3 | 2:1 (ОТ) | Богдан Середницький |